# Massimo Casanova
Massimo Casanova (ur. 31 sierpnia 1970 w Bolonii) – włoski przedsiębiorca i polityk, poseł do Parlamentu Europejskiego IX kadencji.

## Życiorys
W 2011 uzyskał dyplom z zakresu księgowości. Zawodowo związany z sektorem turystycznym jako właściciel Papeete Beach w jednostce administracyjnej Milano Marittima w Cervii. Bliski znajomy lidera Ligi Północnej Mattea Salviniego. W wyborach w 2019 z listy LN uzyskał mandat posła do Parlamentu Europejskiego IX kadencji.